# Koki Yonekura
Koki Yonekura (米倉 恒貴, Inage-Ku, 17 de maio de 1988) é um futebolista japonês que atua como defensor no Gamba Osaka.

## Títulos
Gamba Osaka
- J-League 2014: 2014
- Copa do Imperador: 2014
- Copa da Liga Japonesa: 2014
- Super Copa do Japão: 2015